# Дезерт Хот Спрингс (Калифорнија)
Дезерт Хот Спрингс (енгл. Desert Hot Springs) град је у америчкој савезној држави Калифорнија. По попису становништва из 2010. у њему је живело 25.938 становника.

## Демографија
Према попису становништва из 2010. у граду је живело 25.938 становника, што је 9.356 (56,4%) становника више него 2000. године.
| Група             | 2000.         | 2010.          |
| Белци             | 8.040 (48,5%) | 8.930 (34,4%)  |
| Афроамериканци    | 1.014 (6,1%)  | 2.133 (8,2%)   |
| Азијати           | 326 (2,0%)    | 675 (2,6%)     |
| Хиспаноамериканци | 6.699 (40,4%) | 13.646 (52,6%) |
| Укупно            | 16.582        | 25.938         |